# Klaus Paier (Graffitikünstler)

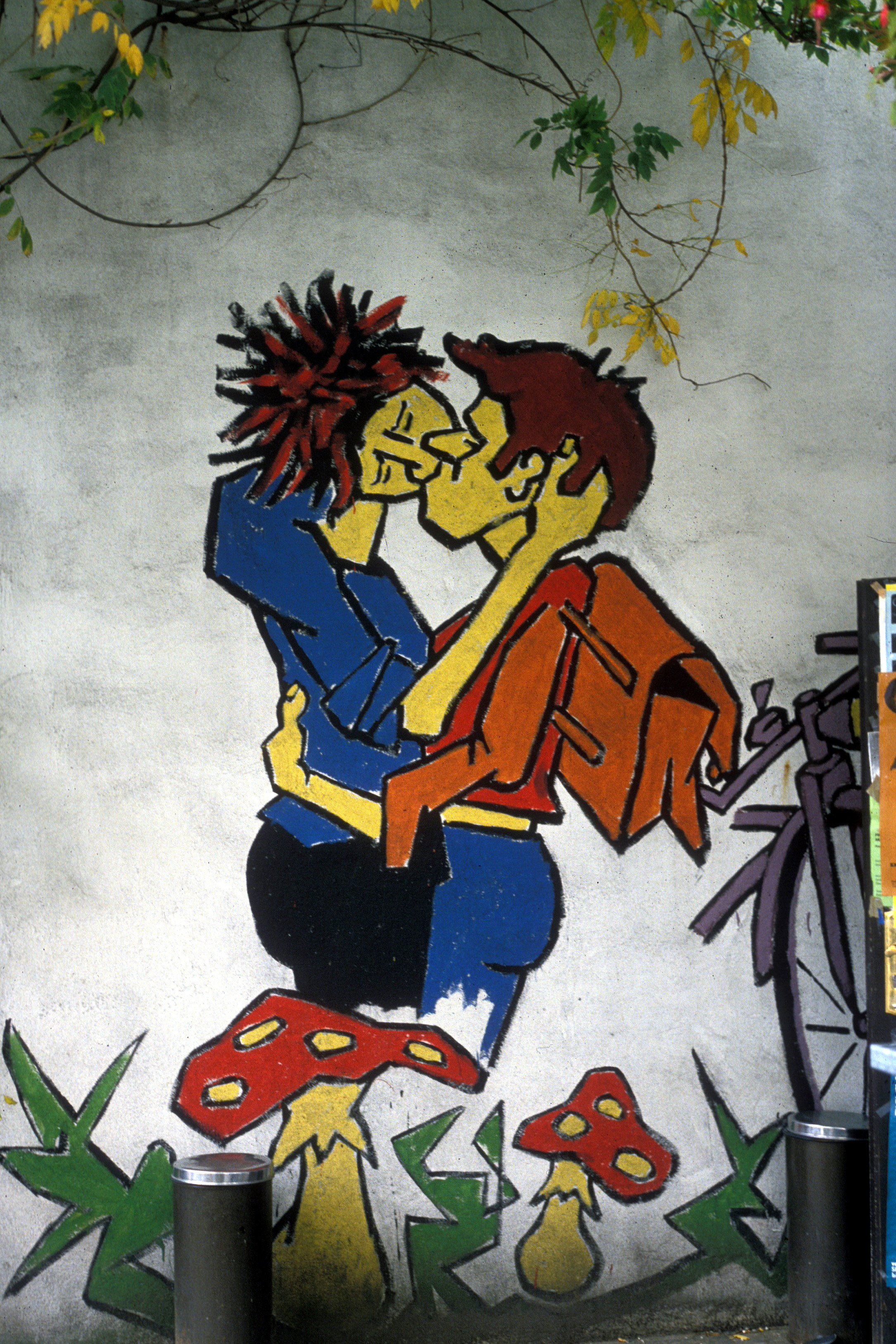
Liebespaar – Hintereingang Café Kittel, Aachen, Pontstraße

Klaus Paier (* 8. September 1945 in Essen; † 9. Juli 2009 in Köln) war ein deutscher Graffiti- und Streetart-Künstler. Er wurde unter der Bezeichnung Aachener Wandmaler bekannt.

## Leben
Klaus Paier absolvierte nach seiner Schulausbildung zunächst eine Schlosserlehre bei Thyssenkrupp. Anschließend besuchte er das Ruhr-Kolleg in Essen und machte dort sein Abitur. Ab 1976 studierte er Physik am I. Physikalischen Institut A der Rheinisch-Westfälischen Technischen Hochschule Aachen (RWTH) und erwarb dort sein Physik-Diplom. Durch sein Studium wurden ihm das Risiko und die Gefährlichkeit der Atomkraft bewusst und er dokumentierte dies in seinen Bildern. Ab 1978 war er nachts unterwegs, um Bilder auf Wände in der Aachener Innenstadt, auf dem Gelände der RWTH und an besetzte Häuser zu malen.
Klaus Paier, häufig begleitet von seinem damaligen Freund Josef Stöhr (geboren 1958, lebt und arbeitet heute in Berlin), benutzte noch keine Spraydosen. Zuerst erstellte der Künstler eine genaue Skizze im Format DIN A4. Nachts malte er die Text-Bild-Werke in weitaus größeren Formaten zunächst als Kontur. In der zweiten Nacht wurden diese farbig ausgearbeitet, wobei er Dispersionsfarbe verwendete. Paier wählte bewusst Themen und Orte im öffentlichen Raum, die zum Nachdenken anregen sollten. Zunächst arbeitete er anonym und sagte einmal: „Ich will an die Wand bringen, was mir Lust und Angst macht.“ Fast alle seine Kunstwerke sind durch Entfernung, Übermalung, Zerfall oder bauliche Veränderungen nicht mehr vorhanden.

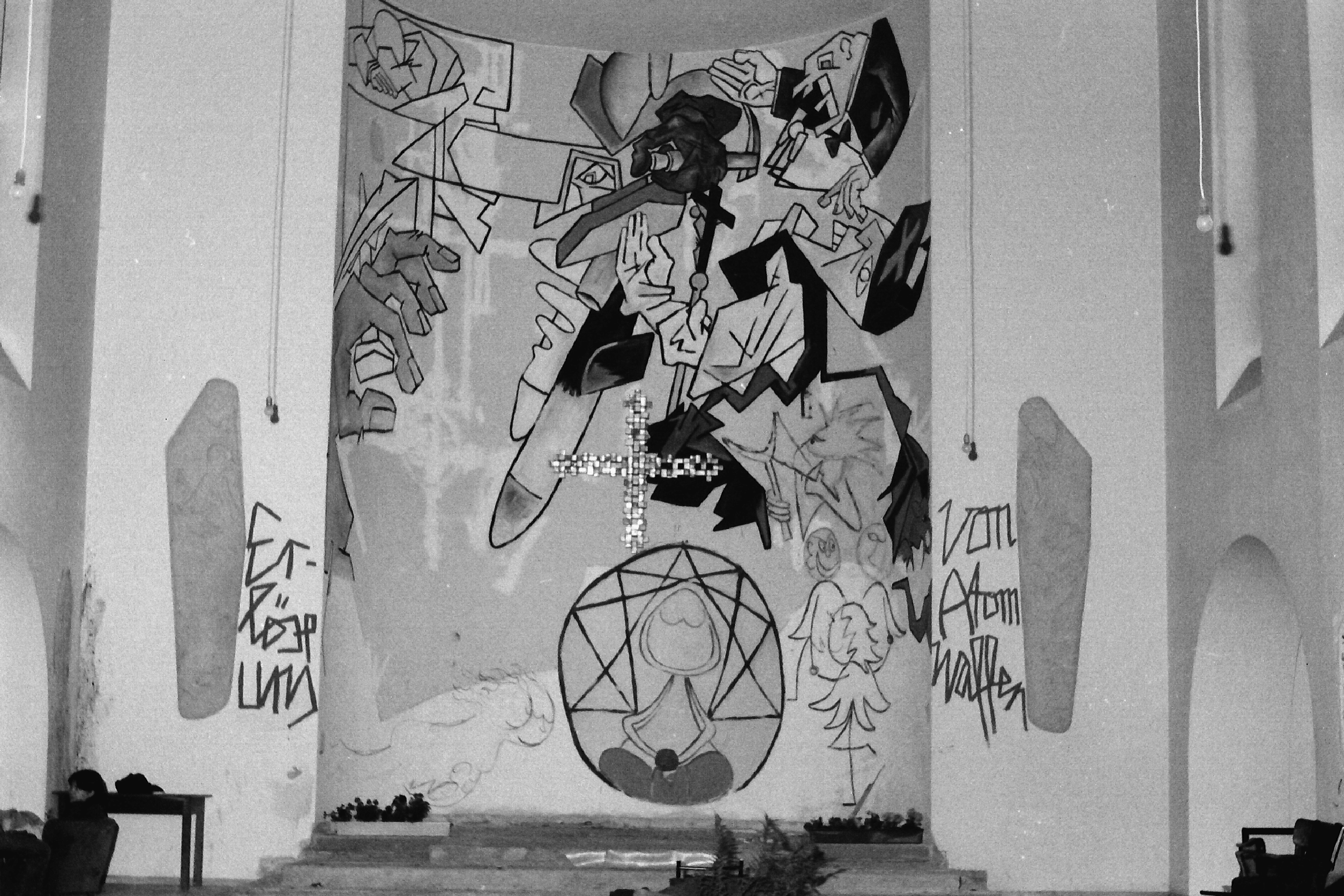
Ehemalige Kapelle im Höverhaus

Jahrelang ließen die Verantwortlichen der Stadt Aachen seine Wandbilder entfernen. 1981 malten Paier und Stöhr aus Solidarität mit den Hausbesetzern im Johannes-Höver-Haus Aachen die Rückwand der dortigen Kapelle kunstfertig aus. 1983 wurde sein Bunkerbild zerstört, das an die Ermordung der 14-jährigen Jugendlichen Karl Schwartz und Johann Herren im September 1944 erinnern sollte, die durch Soldaten der Windhunddivision standrechtlich erschossen wurden. Angeblich sollen sie geplündert haben. Der Aachener Stadtrat beschloss später, die noch existierenden Wandbilder nicht mehr zu entfernen.
Wolfgang Becker, der damalige Direktor der Neuen Galerie und spätere Direktor des Ludwig-Forums für Internationale Kunst, hat 1984 einige Fotografien von Paier über seine ungefähr 100 Werke angekauft und ausgestellt.  In der Ausstellungsbroschüre hieß es: „Sie sind ein Stück Kunst- und Zeitgeschichte der 1980er Jahre. Die Graffiti von Klaus Paier und anderen StreetartKünstlern, wie beispielsweise dem weltweit bekannten Sprayer von Zürich Harald Naegeli, sind typisch für die jüngere, kritische Generation.“
1989 wurde Paier vom Neuen Aachener Kunstverein der Neue Preis verliehen. Da lebte er bereits in Köln. Hier sorgte er mit seinem Wandbilderzyklus Südafrika brennt für Aufsehen. Er griff darin die blutige Apartheidspolitik auf. In Köln erhielt er Auftragsarbeiten und wurde zu Diskussionen eingeladen. Bekannt wurde er auch durch sein Werk Sei ohne Sorge auf der Fassade eines Geschäftshauses in der Innenstadt. Das geplante Entfernen eines seiner politischen Wandgemälde in der Elsaßstraße in der Kölner Südstadt auf Veranlassung der Kölner-Anti-Spray-Aktion (KASA) führte zu einer Welle der Empörung und das Mural blieb erhalten. In Köln wurde der Diplom-Physiker und Wandmaler Dozent an der Volkshochschule. Er entwickelte die Idee zu dem Biogarten Thurner Hof. Dort leitete er mit großem Erfolg viele verschiedene Projekte. Die Stadt Köln verlieh 1990 für die Anlage des Bauerngartens und der Streuobstwiese ihren Umweltpreis.
Klaus Paier verstarb am 9. Juli 2009 in Köln nach einem längeren Krankenhausaufenthalt an Leukämie.
Auf Initiative des ehemaligen Oberbürgermeisters der Stadt Aachen Kurt Malangré wurde 2011 das Graffito Liebespaar von der Unteren Denkmalbehörde der Stadt Aachen unter Denkmalschutz gestellt. Die Möglichkeiten einer Unterschutzstellung für die verbliebenen Werke Paiers wurden überprüft.
Da das Wandgemälde Zwischen den Tagen … zu verfallen drohte, kämpften Aachener Bürger für den Erhalt des Bildes. Der WDR sendete am 2. September 2014 in der Lokalzeit Aachen einen Beitrag dazu. Der Aachener Stadtrat fasste am 3. September 2014 einstimmig den Beschluss, auch dieses Werk unter Schutz zu stellen ebenso wie das Graffito Der große Krieg.
Sein im Jahr 1985 entstandenes Bild „Der Große Krieg“ steht unter der Nummer 05334002 A 03596 seit dem 9. Februar 2015 unter Denkmalschutz und wird seit August 2025 restauriert.

## Bildergalerie

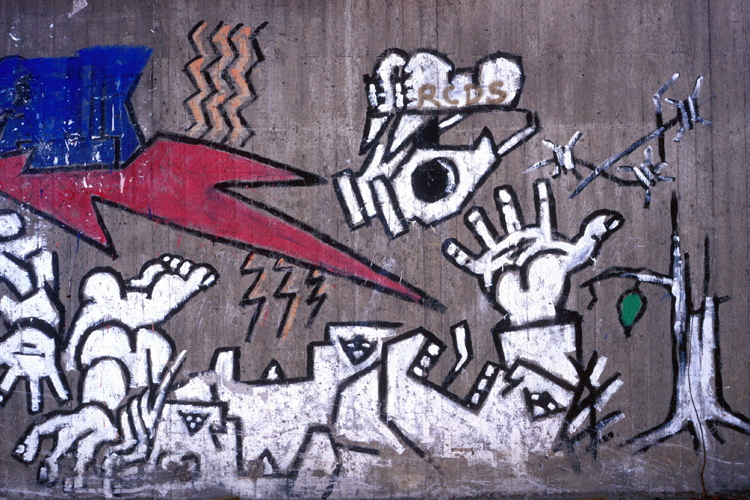
Atomenergie bringt Tod – Aachen, Geschwister-Scholl-Straße / Ecke Schinkelstraße
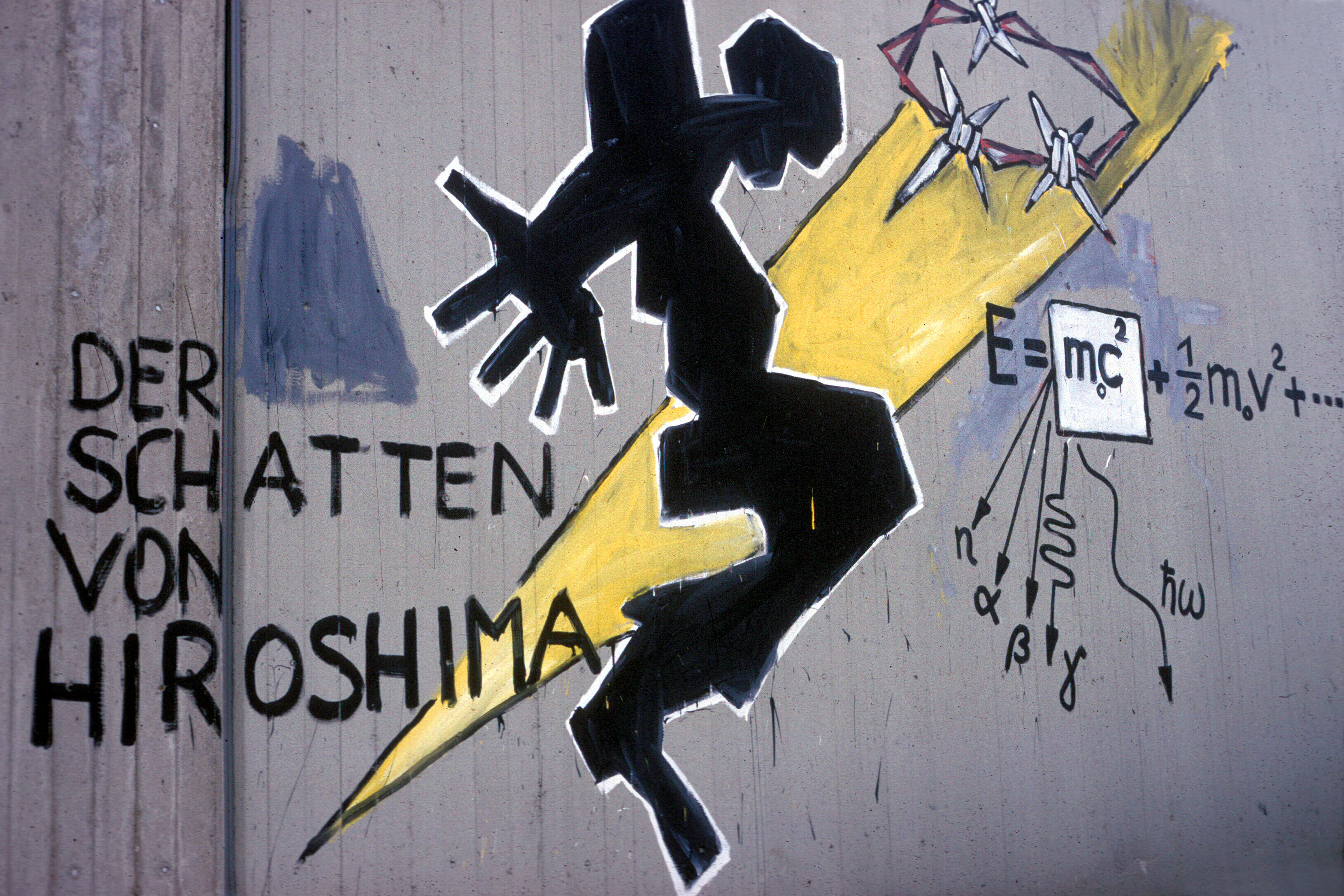
Der Schatten von Hiroshima – Aachen, Forckenbeckstraße
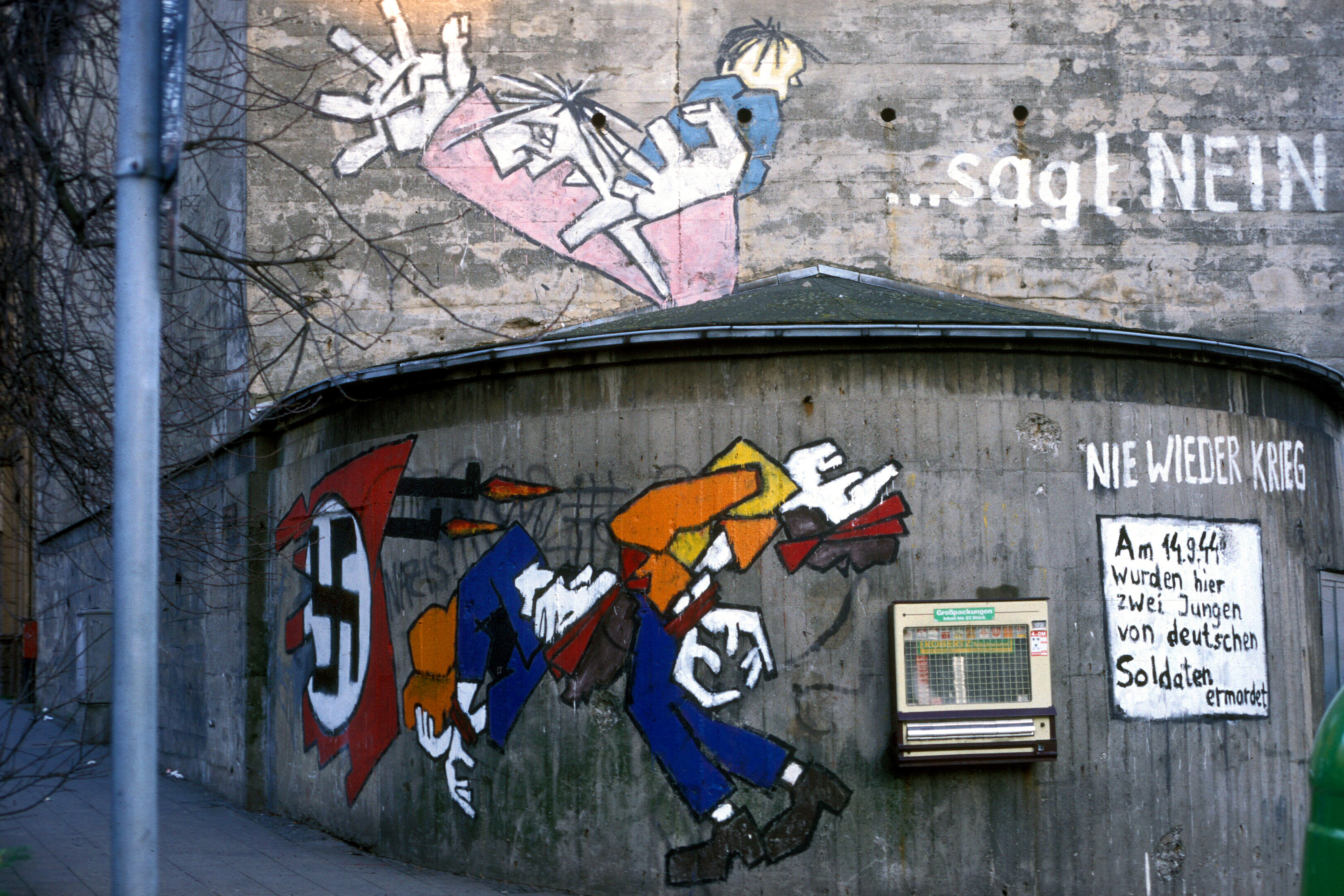
… sagt NEIN / Nie wieder Krieg – Aachen, Bunker Saarstraße
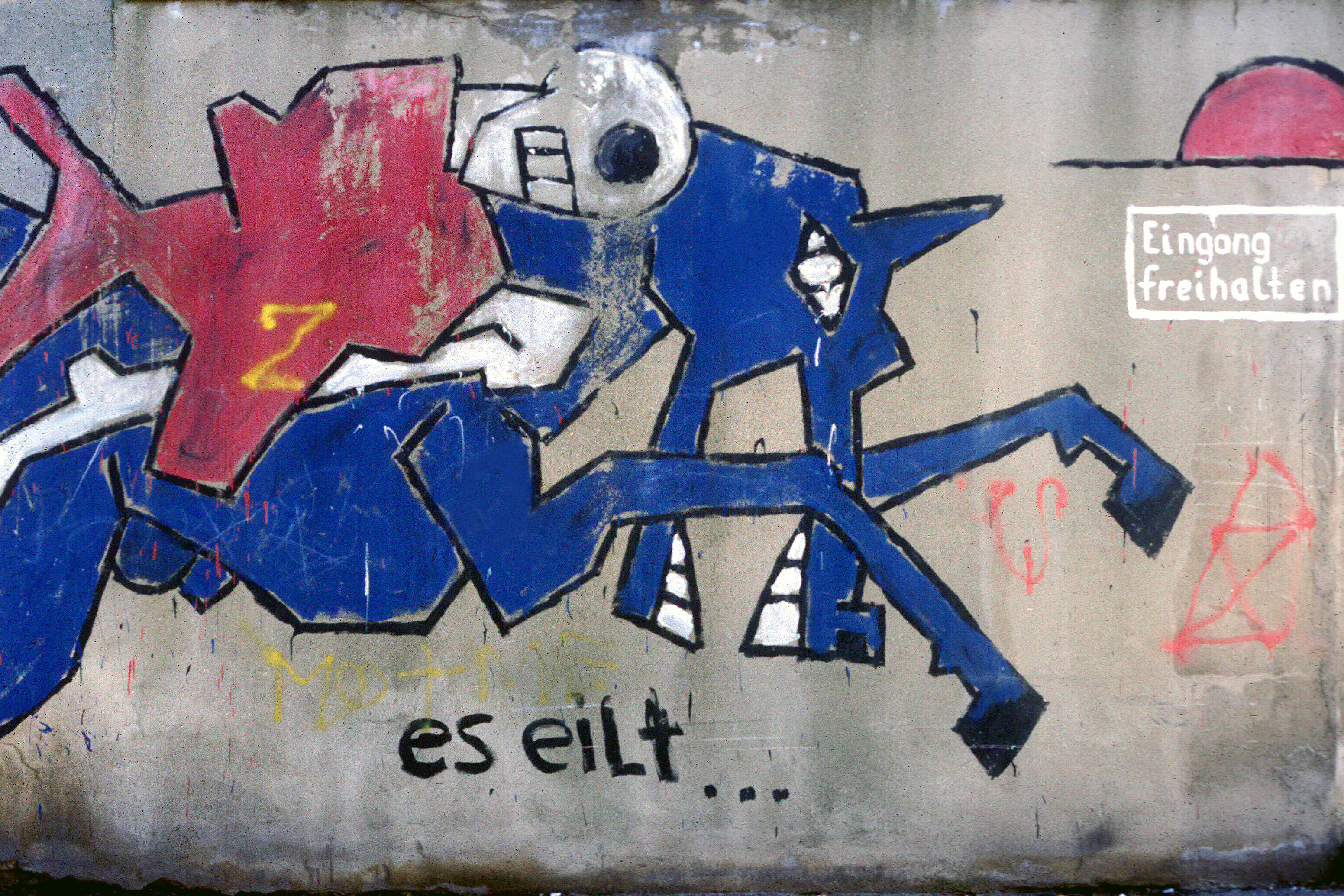
es eilt … – Aachen, Reihstraße
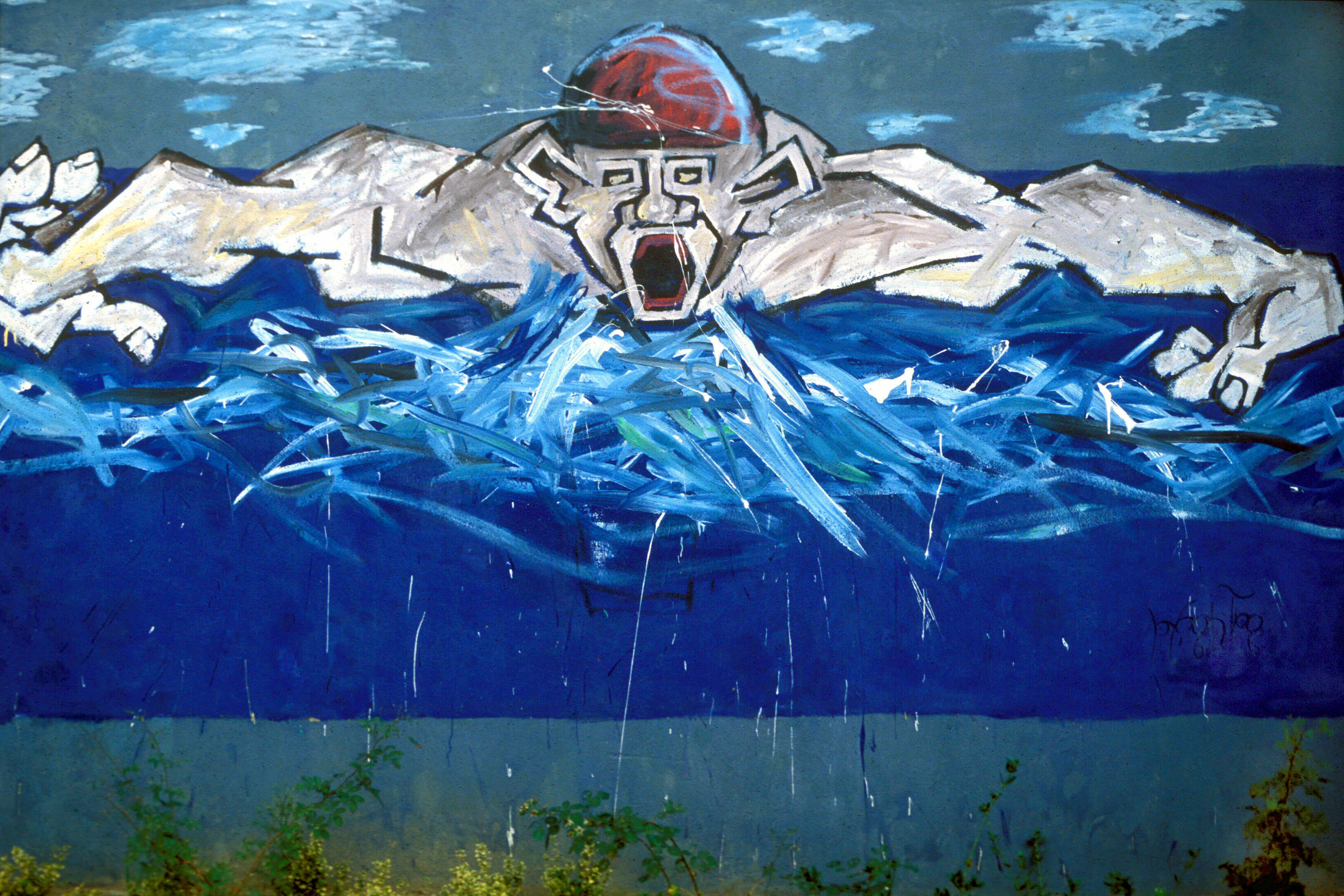
Schwimmer – Aachen, Borngasse
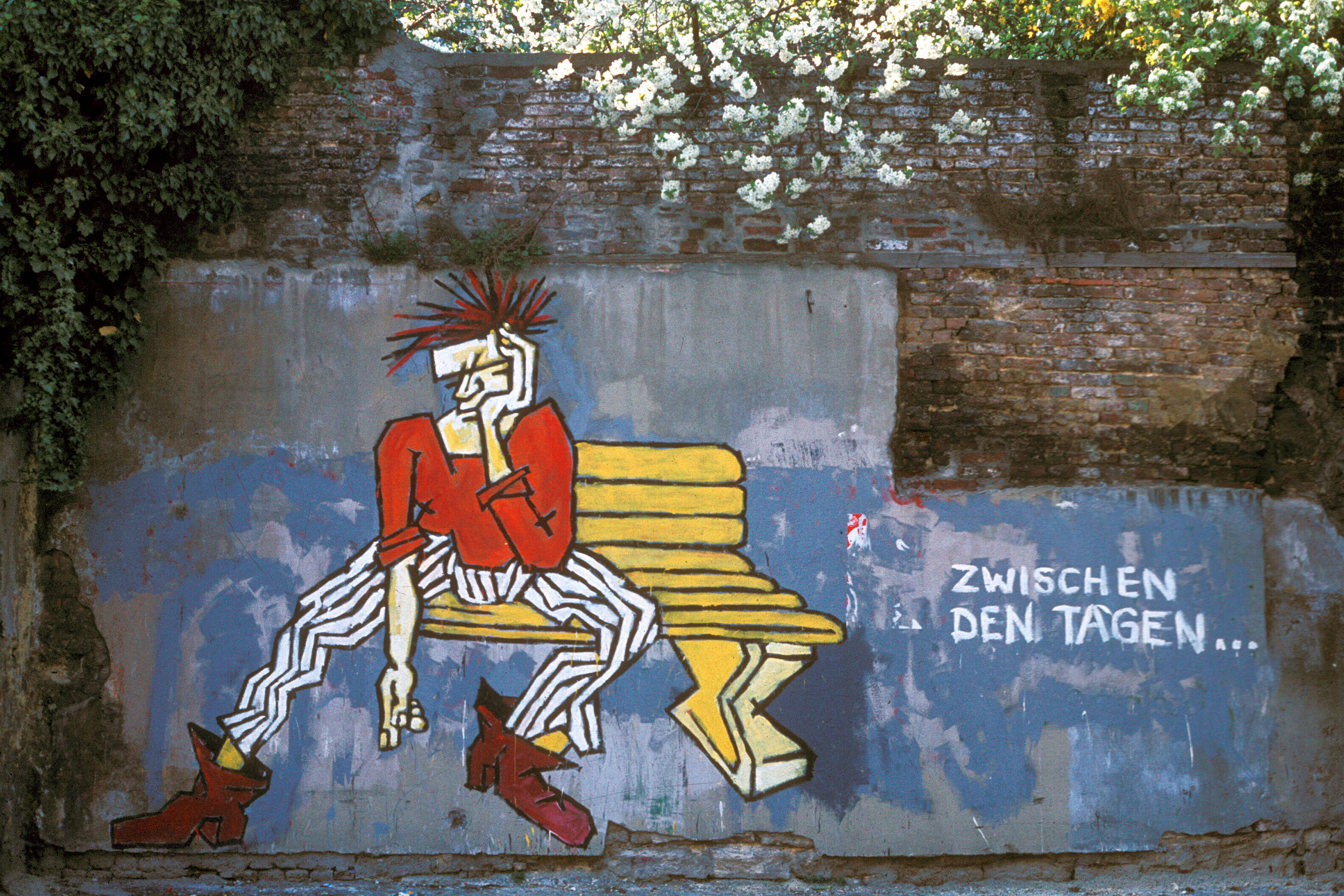
Zwischen den Tagen … – Aachen, Augustinerbach
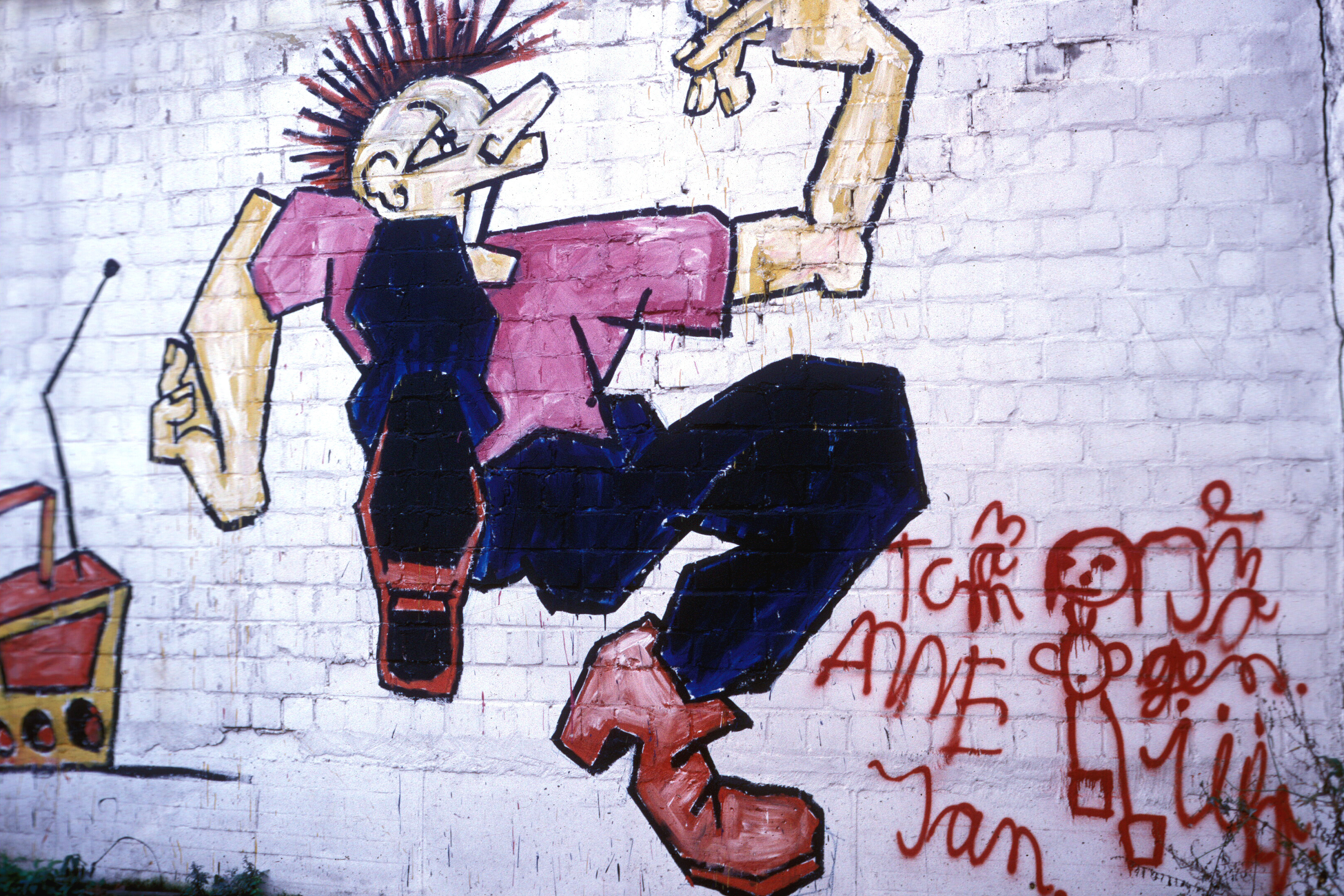
Tänzer – Aachen, Löhergraben (neben Barockfabrik)
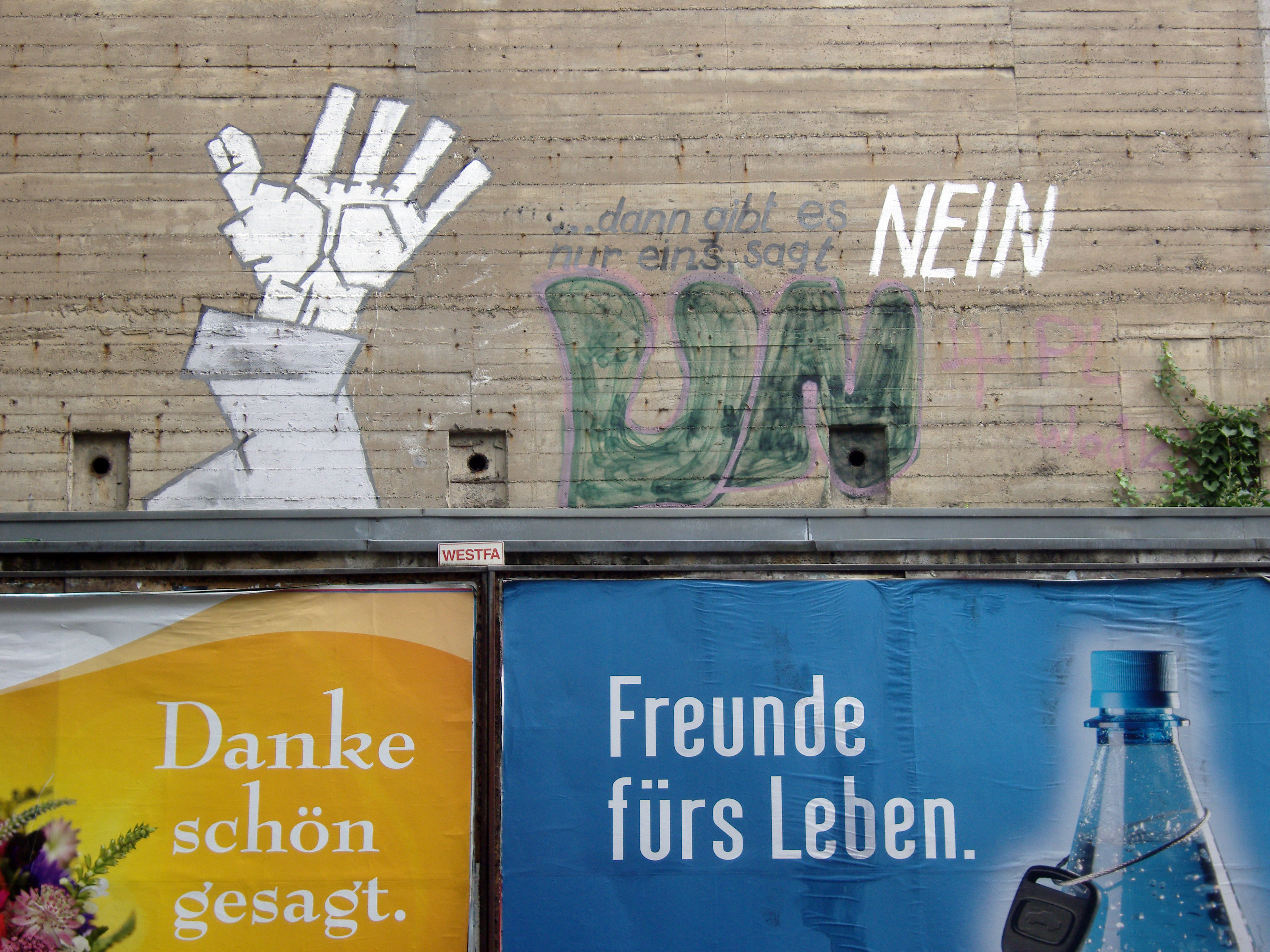
… dann gibt es nur eins, sagt NEIN – Aachen, Bunker Junkerstraße
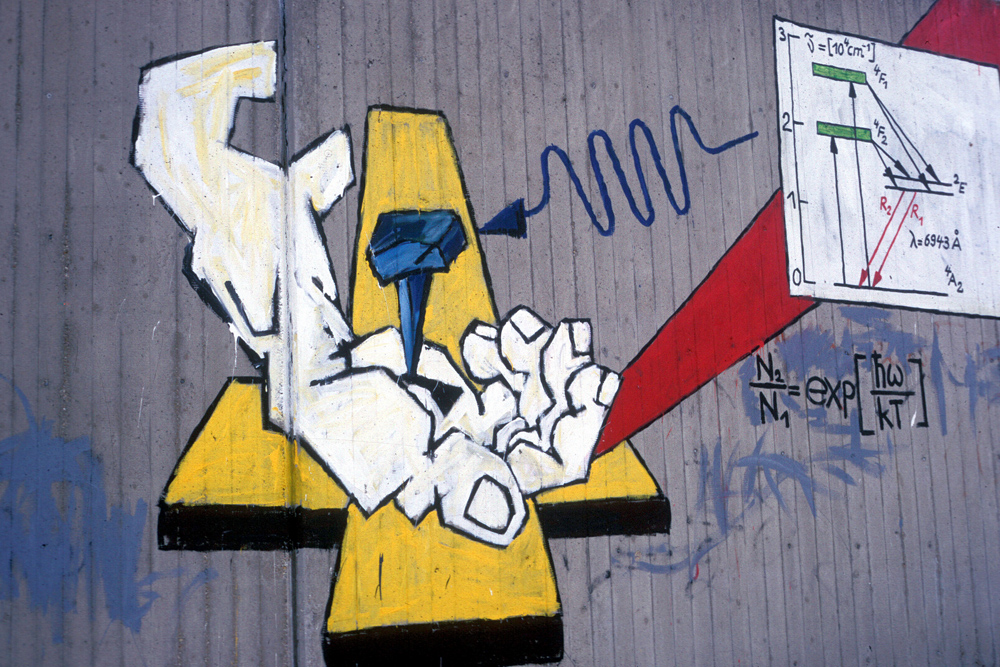
Ecce Homo – Aachen, Forckenbeckstraße
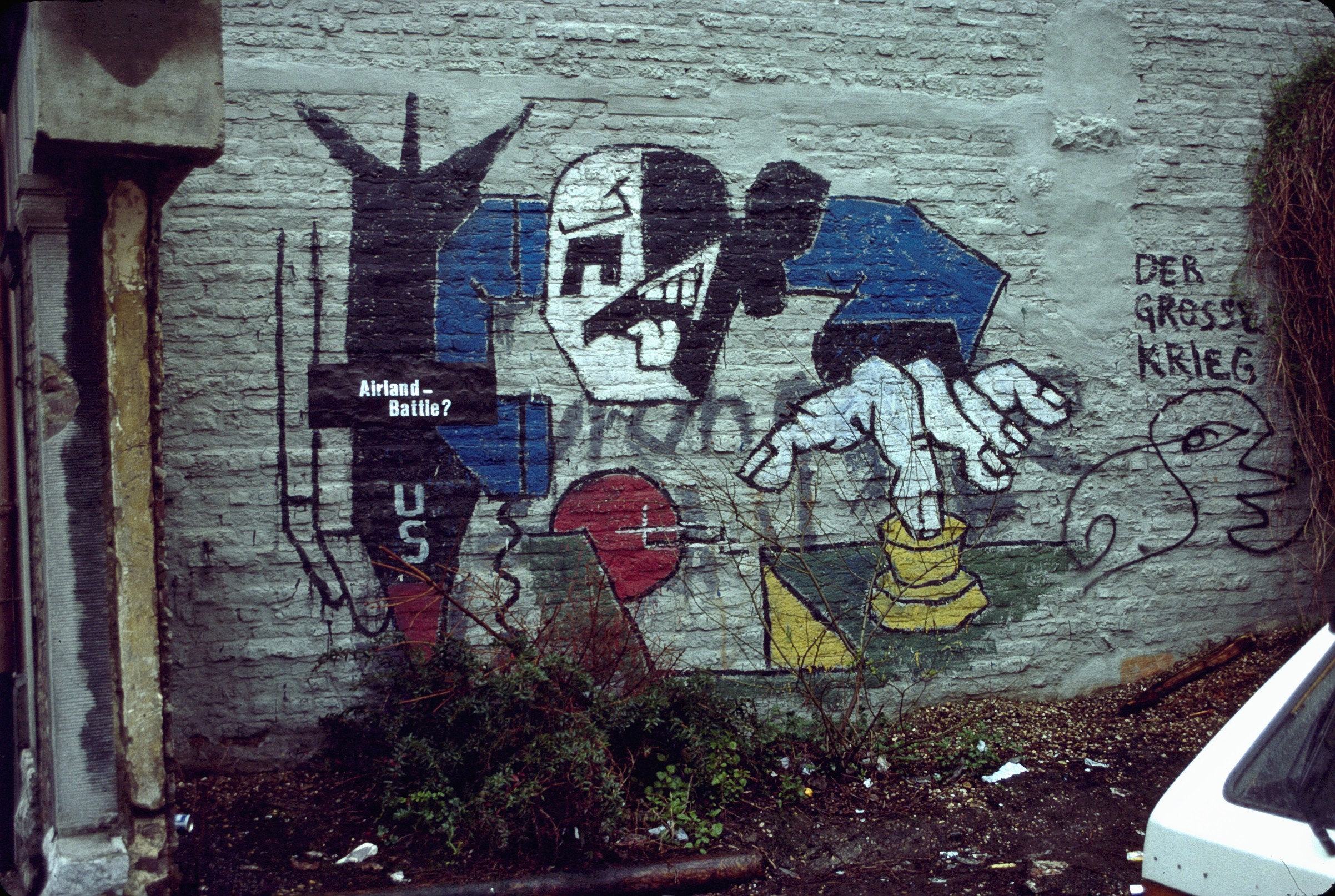
Der große Krieg – Aachen, Augustinerbach
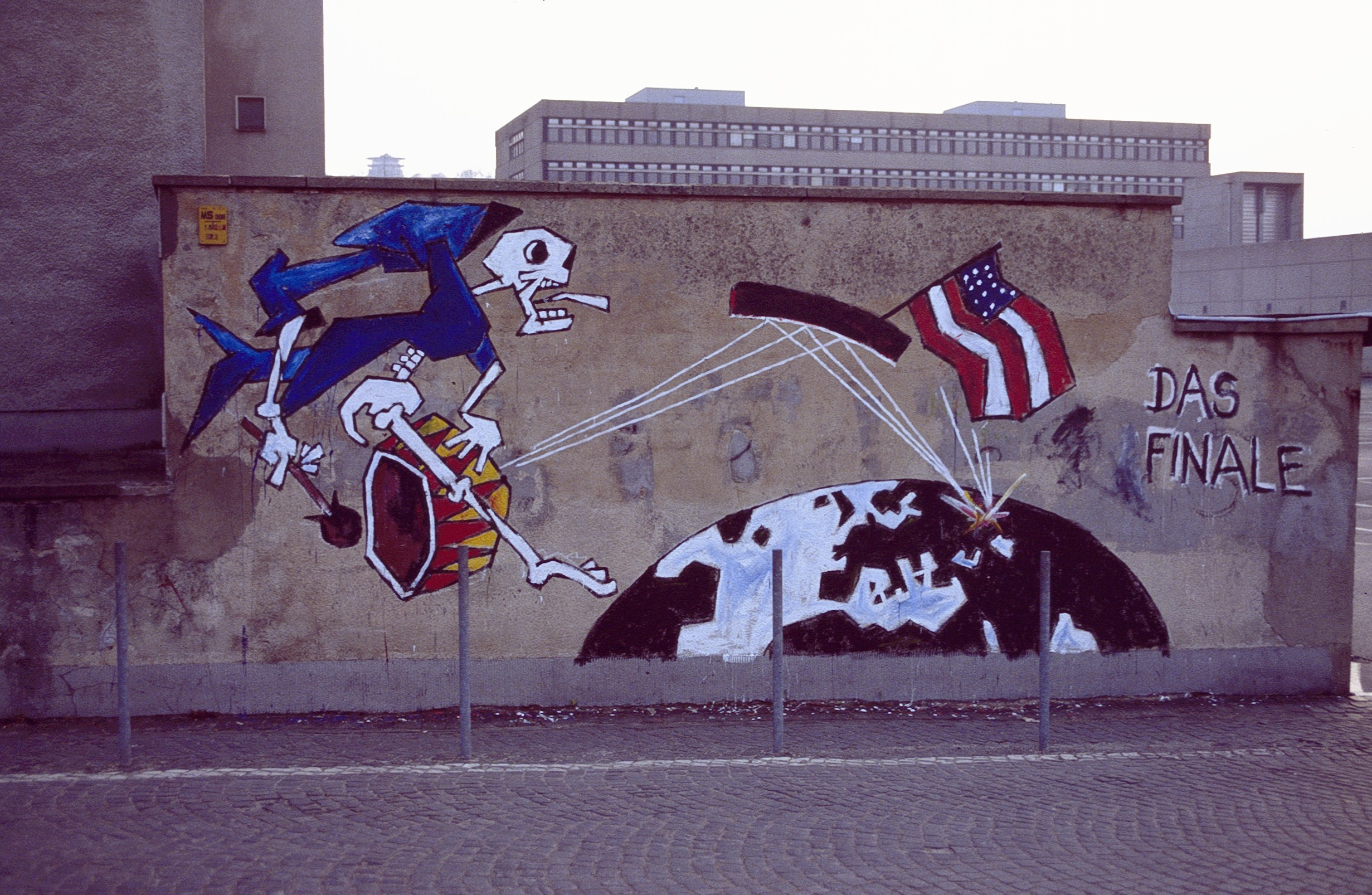
Das Finale – Aachen, Schinkelstraße
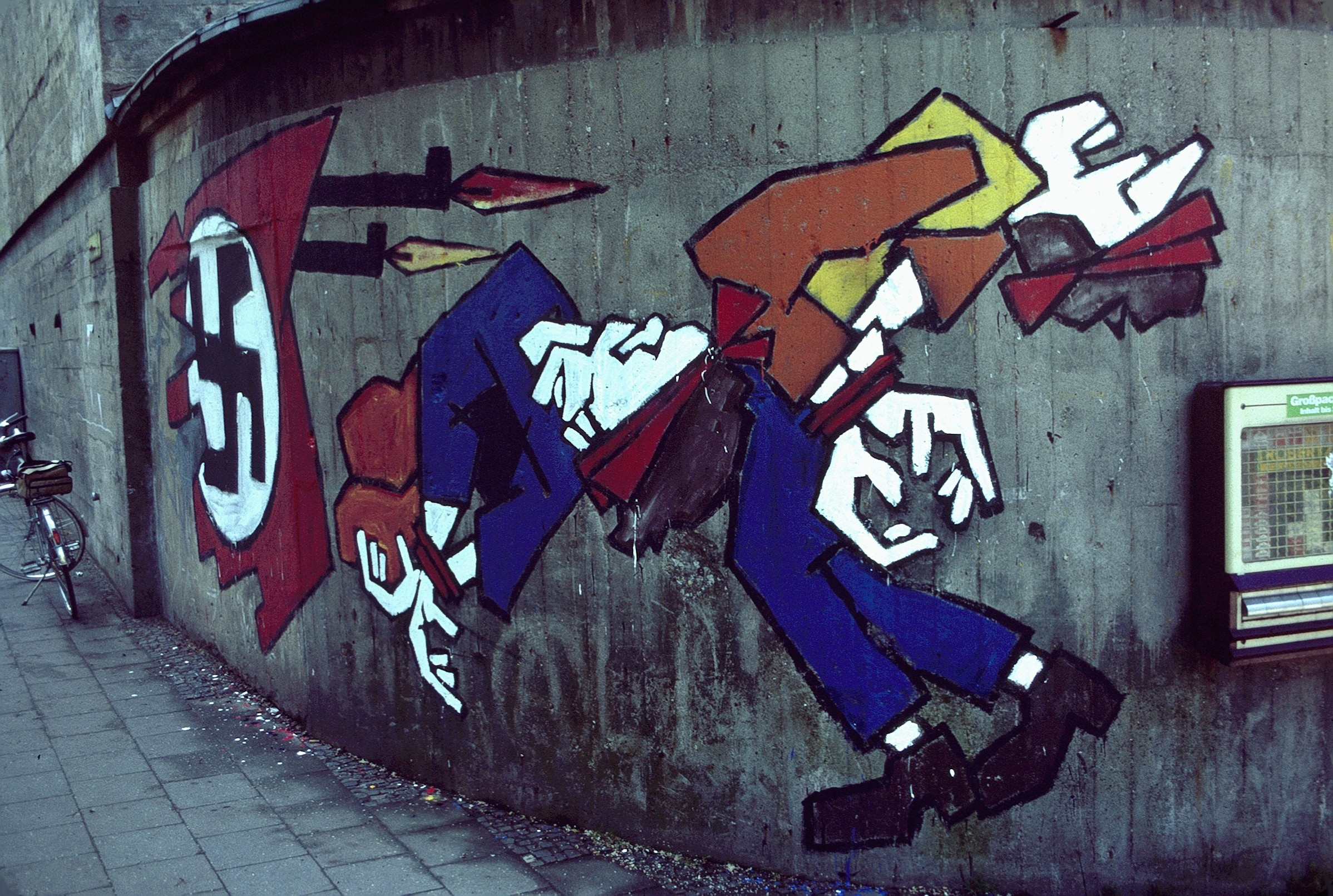
Nie wieder Krieg – Aachen, Bunker Saarstraße
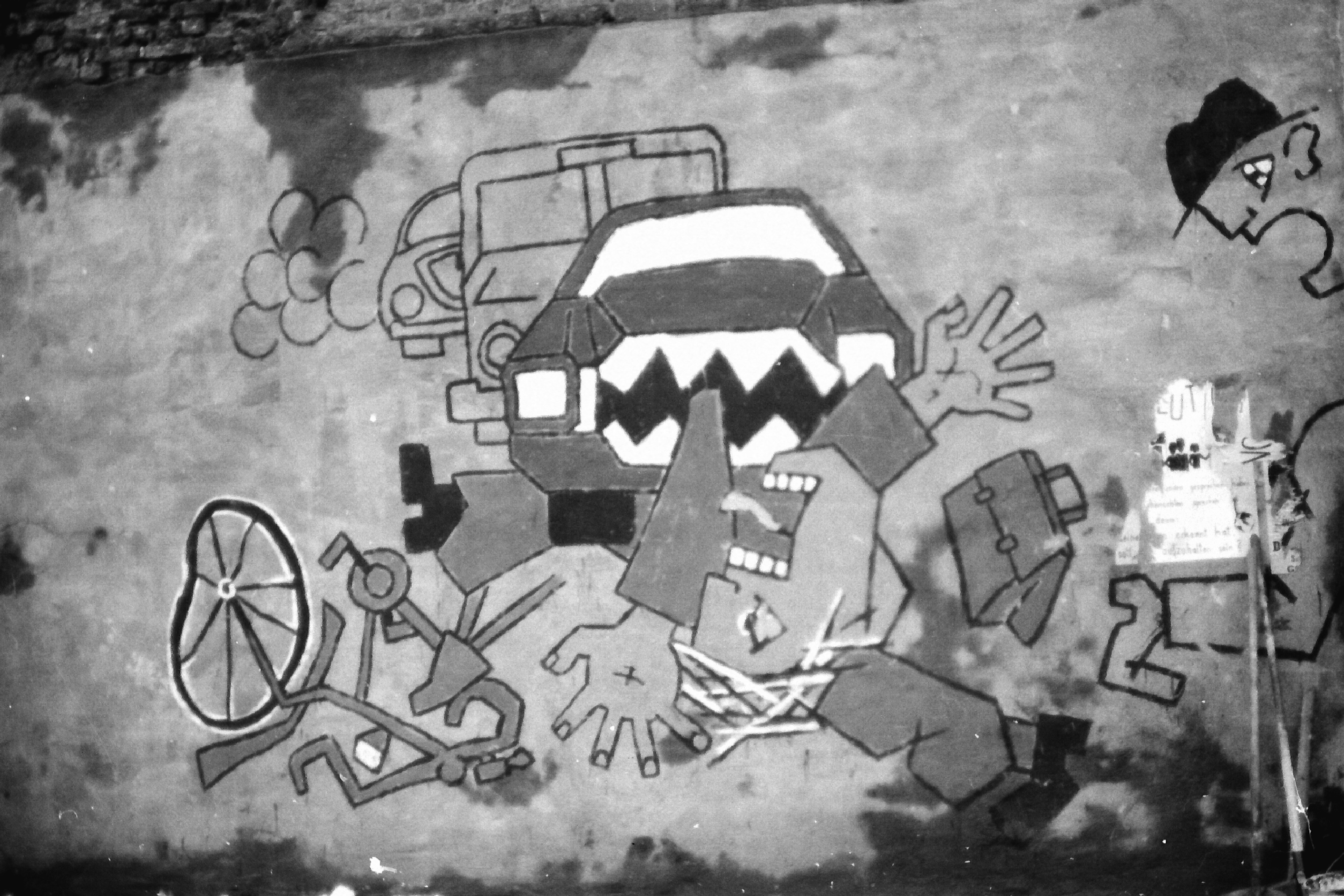
ohne Titel – Aachen, Goerdelerstraße
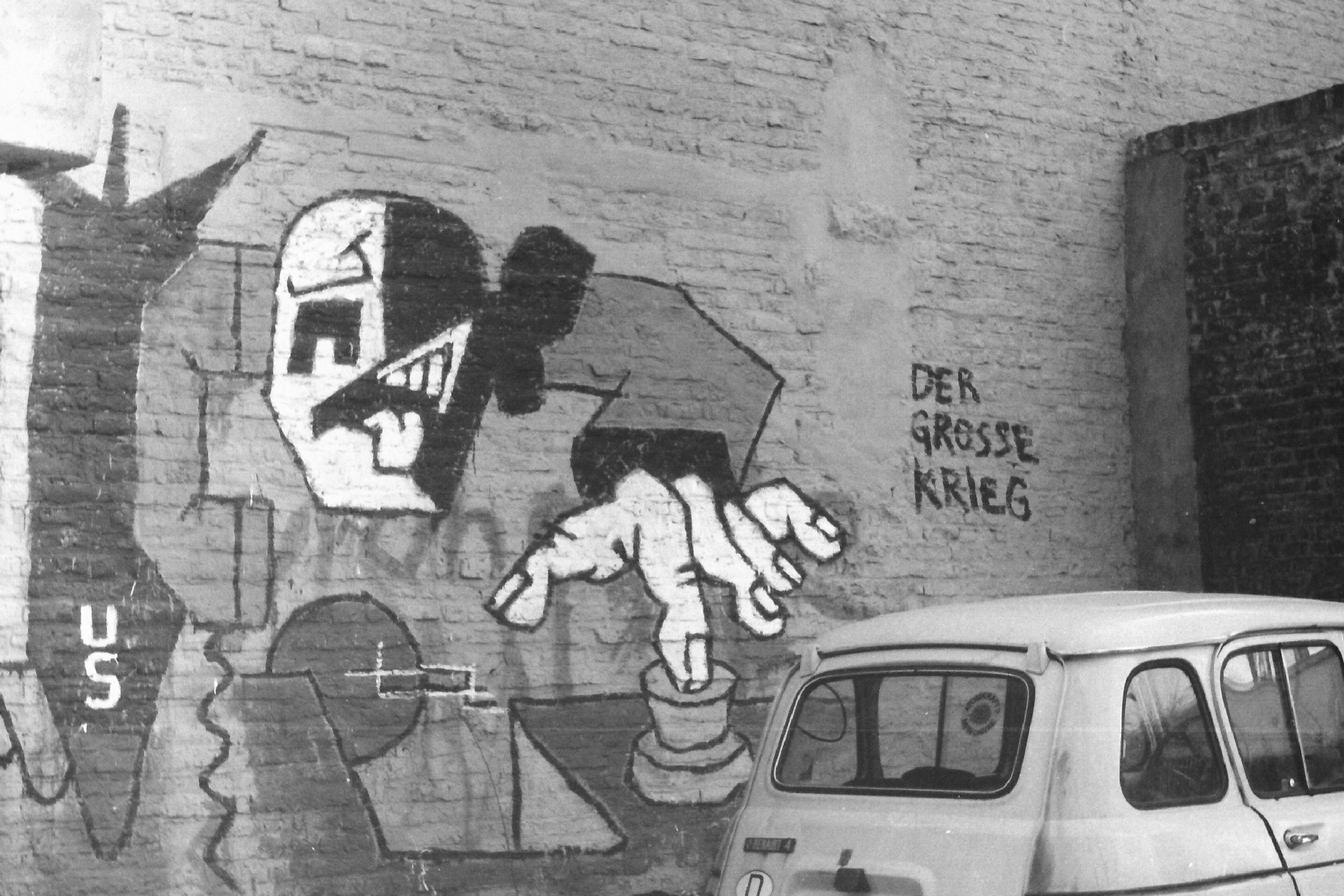
Der große Krieg – Aachen, Augustinerbach
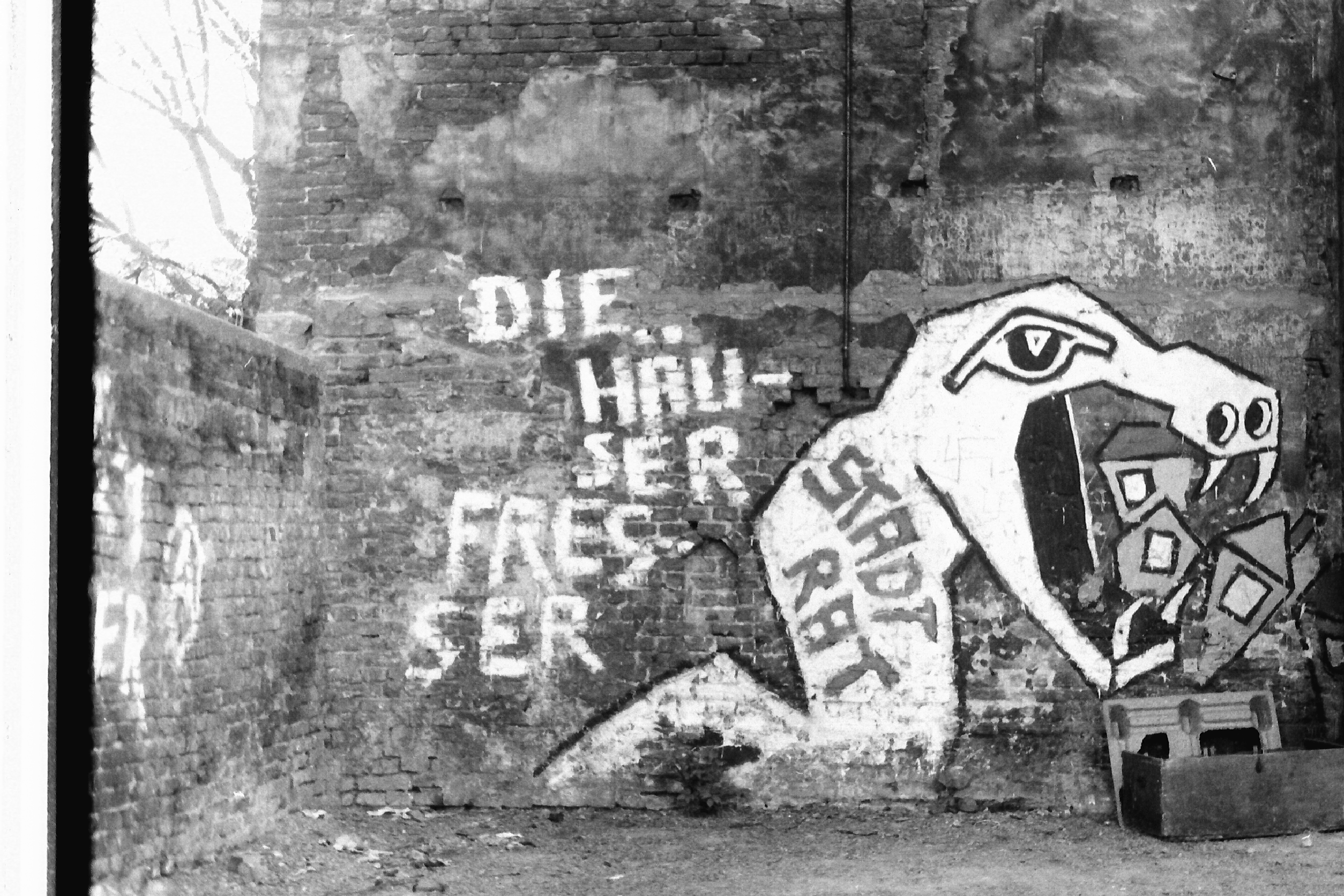
Die Häuserfresser – Aachen, Karlsgraben
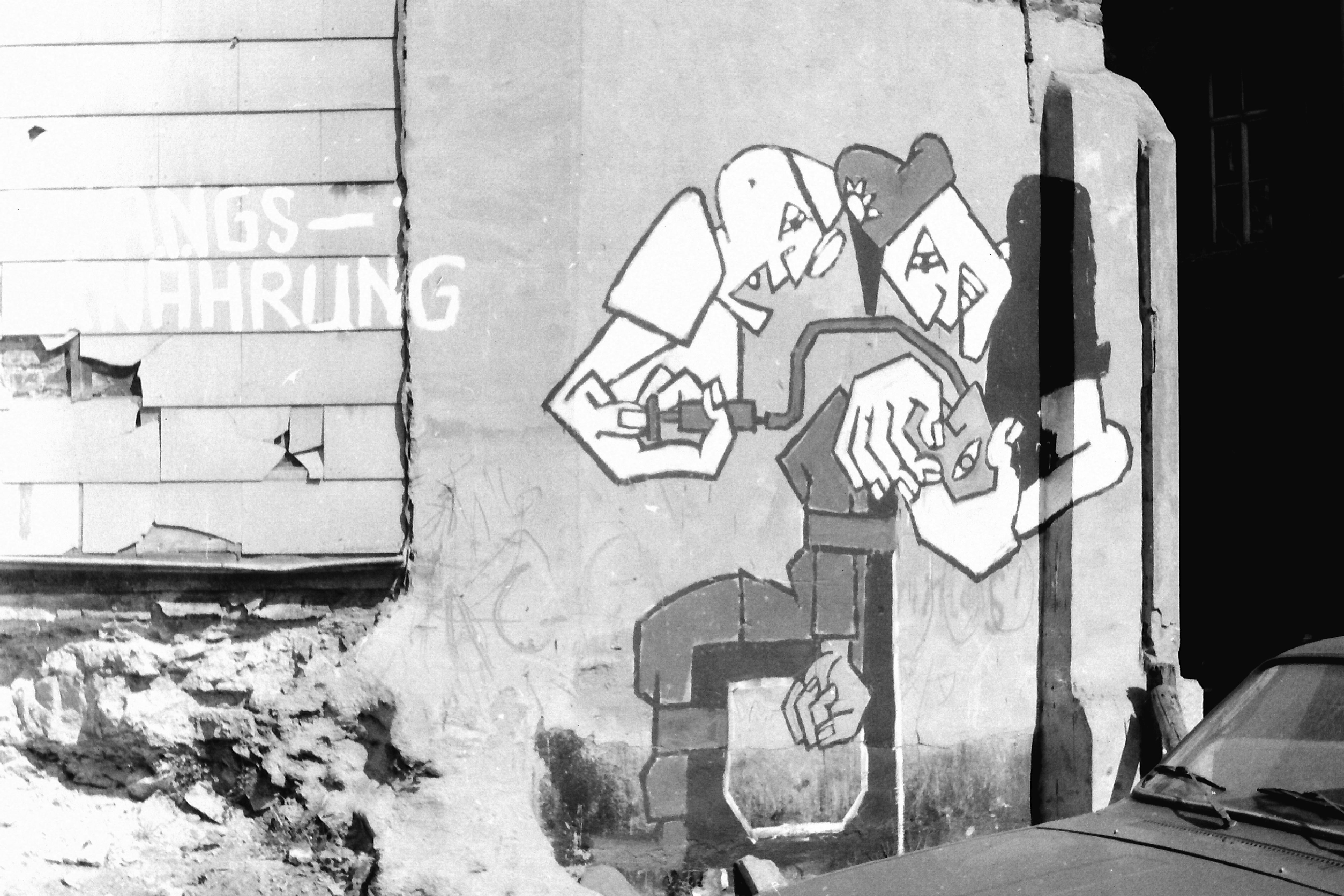
Zwangsernährung – Aachen, Johanniterstraße
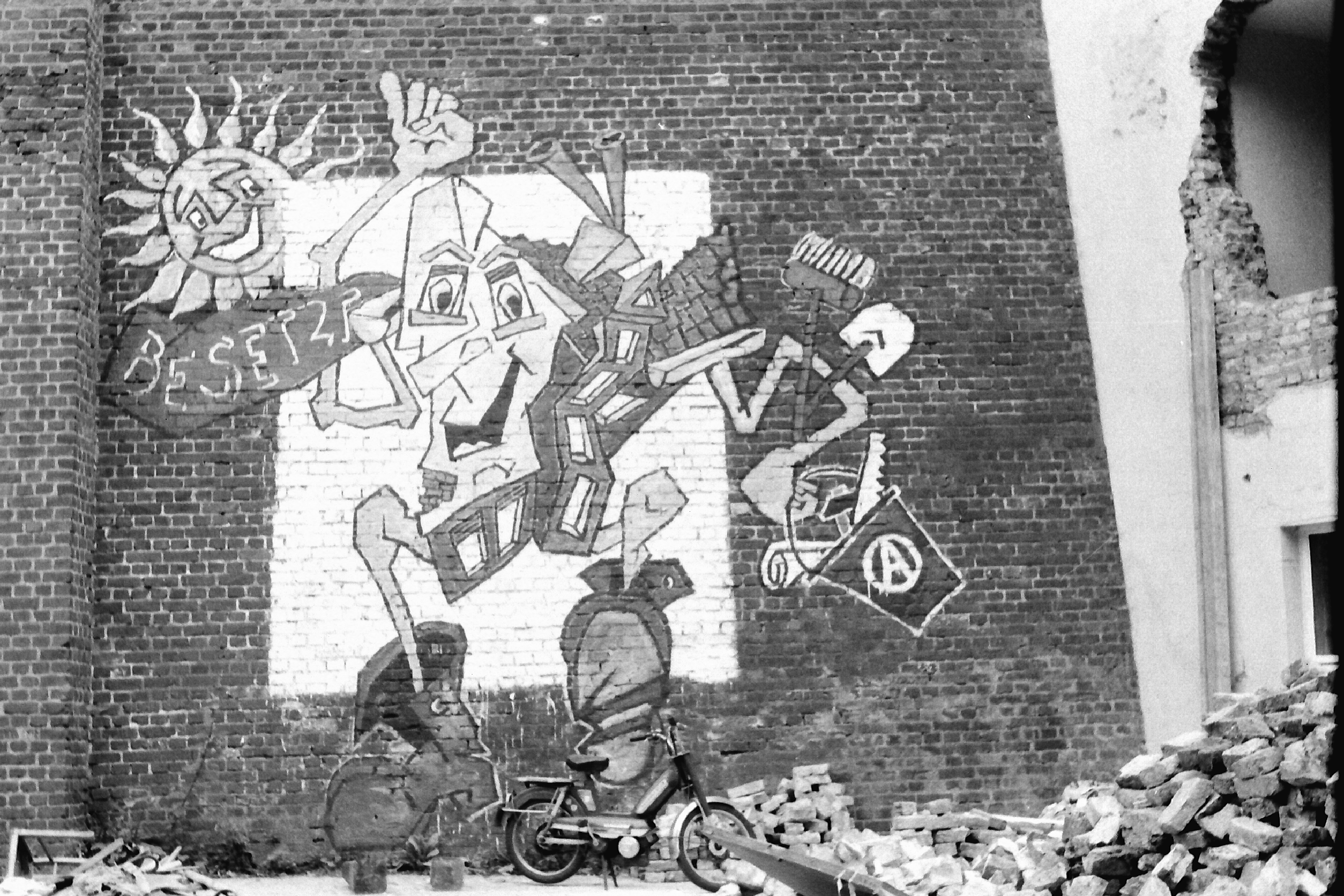
Besetzt – Aachen, Rütscherstraße (neben Höverhaus)
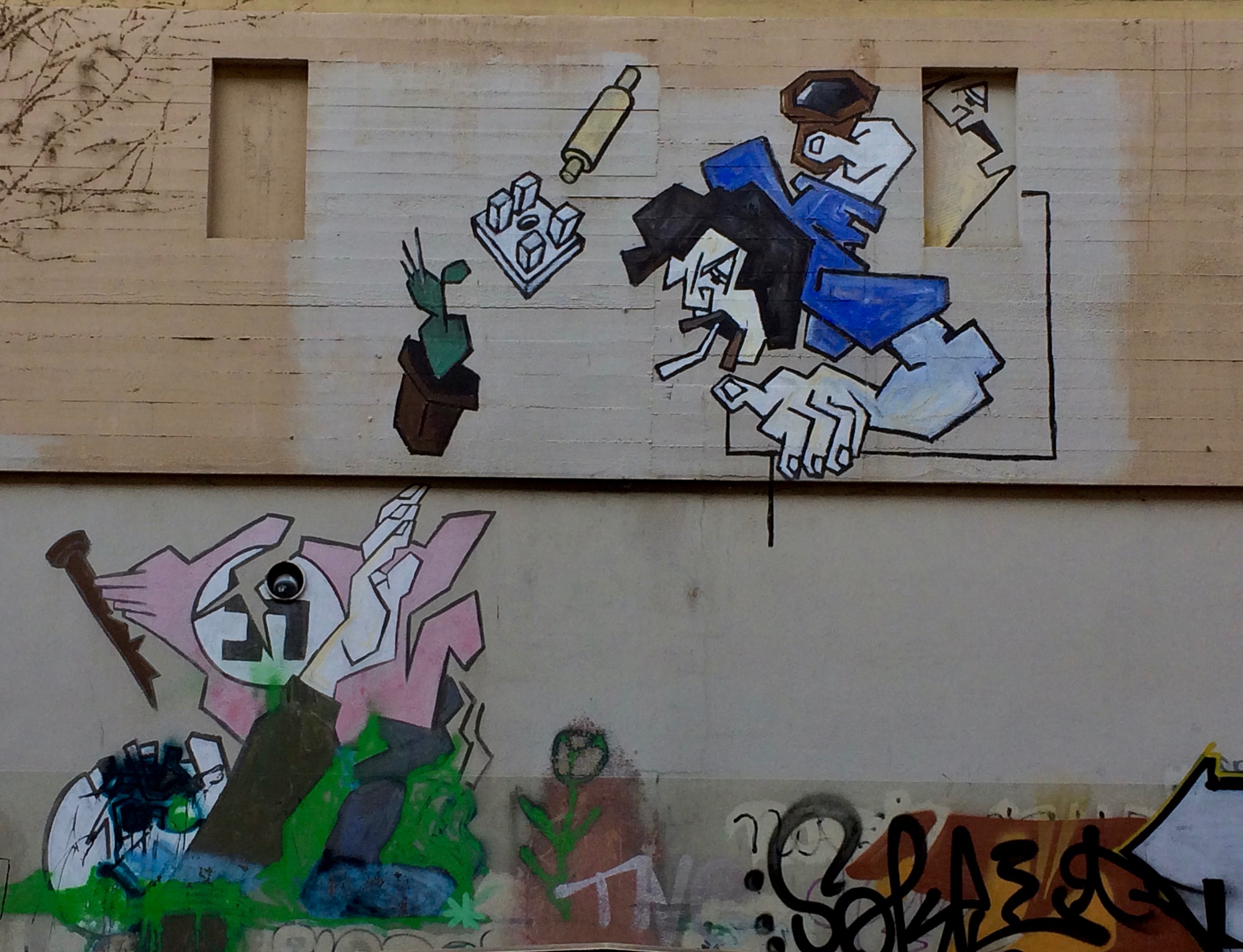
Schlacht in der Elsaßstraße 3. März 1933 – Köln, Bunker Elsaßstraße

## Ausstellungen
- 1984 wurden erstmals Fotos, die Klaus Paier von seinen Wandgemälden machte, in der Neuen Galerie Aachen ausgestellt.
- Die Einzelausstellung „Sprühansichten – (Aachener Graffiti)“ im Bürgercafé C’est la Via in Aachen-Preuswald würdigte im August/September 2009 das Werk Klaus Paiers.
- Im Sommer 2010 wurden Fotos seiner Werke im Rahmen der Ausstellung „Fokus 03“ im Ludwig Forum für Internationale Kunst in Aachen gezeigt.
- Vom 12. August bis 31. Oktober 2011 fand im Café Kittel (Aachen, Pontstraße) die Foto-Ausstellung Mauerbilder des Aachener Wandmalers Klaus Paier statt.
- Streetart 1978–2012 – Eine Zeitreise Gemeinschaftsausstellung mit den Bildern von Lake13 (1. März bis 31. Mai 2012, Nell-Breuning-Haus – Herzogenrath).[9]
- In der Gemeinschafts-Streetart-Fotoausstellung Infatuated, die im niederländischen Heerlen im Rahmen des Cultura-Nova-Festivals 2016 stattfand, wurden vier Fotos von Paier-Kunstwerken vom 27. August bis 4. September 2016 ausgestellt.
- Vom 9. April bis 1. Oktober 2017 fand im Ludwig Forum für Internationale Kunst in Aachen die Ausstellung „Optische Schreie – Der Aachener Wandmaler Klaus Paier“ statt.
- Vom 8. bis 22. Oktober 2017 fand im Eschweiler Talbahnhof in Eschweiler die Gemeinschafts-Streetart-Ausstellung „color tracks“ statt. U. a. wurden 14 Fotos von Paier-Werken ausgestellt.
- Vom 3. bis 17. Mai 2023 fand im Aachener Kaiser-Karls-Gymnasium die Ausstellung „Zwischen den Tagen“, bezugnehmend auf das gleichnamige Wandgemälde Paiers, der Werke Paiers statt.[10]

## Videodokumentationen
Das KAOS Film- und Video-Team produzierte für den WDR drei Dokumentationen die im KAOS Kunst- und Videoarchiv e.V. Köln erhalten sind.
- 1984: „Unsere Kunst mag keine Museen“ Häusermalerei – Provokation im Straßenbild
- 1985: „Das Bunkerbild in der Aachener Saarstraße“
- 1986: „Für K.“ Der Aachener Wandmaler in der KAOS-Galerie